# Vast Aire
Vast Aire, pseudonimo di Theodore Arrington II (Mount Vernon, 5 febbraio 1978), è un rapper statunitense.
È uno dei due componenti del duo hip hop newyorkese Cannibal Ox, il cui altro membro è Vordul Mega. Vast Aire è stato inoltre membro del collettivo Atoms Family ora disciolto, ed è giudicato come una della speranze della cosiddetta New School newyorkese, sebbene una parte della critica lo ritenga un MC fin troppo innovativo.

## Biografia
Nato a Mount Vernon (New York), Vast Aire passa l'infanzia nel quartiere Jamaica, nel Queens, scrivendo rime già a dieci anni, il suo trasferimento ad Harlem gli permette di conoscere diversi altri giovani MC underground, tra cui Vordul Mega, con cui inizierà a far coppia fissa in strada a dar battaglia a colpi di rime, facendosi chiamare The Cannibals.
I due, date le capacità dimostrate, poco tempo dopo entrano a fare parte della Atoms Family, collettivo di MC, DJ e beatmaker, composto di 23 membri, di cui fanno parte anche Cryptic One, Alaska, PAWL, Jestoneart, Windenbreeze e Cip One.  
A 16 anni Vast vive già della sua arte di MC: si esibisce in locali di New York quali The Cooler, Nuyorican Poets Café, Baby Jupiter, Knitting Factory, SOB's, Wetlands. Nel 1997 inizia la collaborazione con il gruppo degli Indelible MC's e con El-P dei Company Flow. Dopo aver aperto il liveshow degli Indelible, la Atoms Family inizia a farsi veramente conoscere ed apprezzare. L'anno dopo Vast e Vordul entrano nel gruppo di supporto ai Company Flow, assieme ad altri artisti promettenti come Mr. Lif e BMS.
Vast poi inizia a comparire su alcune emittenti radiofoniche in trasmissioni riguardanti l'hip hop underground, come il CM Famalam Radio Show. La Atoms poi decide di sciogliersi, ed ogni membro intraprende carriere soliste. Dal canto loro Vast e Vordul continuano il lavoro in coppia e dopo la nascita della Def Jux i Cannibals, adesso chiamati da El-P Cannibal Ox, pubblicano finalmente Cold Vein, album di grande successo a livello underground.
Vast Aire, nel 1999, inizia a scrivere del materiale solista ma abbandona il progetto: in cima alle priorità c'è il disco del gruppo, che esce nel 2004 con il nome Look Mom...No Hands, supportato dal singolo omonimo e da Why'sdaskyblue.

## Discografia
- Atoms Family - The Prequel (2000)
- Atoms Family - Euphony (2001)
- Company Flow/Cannibal Ox 12" (2001)
- Cannibal Ox - Vein" 12 (2001)
- Cannibal Ox - The Cold Vein (2001)
- Cannibal Ox - The F Word (2001)
- Atoms Family - Beyond Human Comprehension (2002)
- Dirty Magazine 1 (2003)
- Way Of The Fist 1 (2004)
- Way Of The Fist 2 (2004)
- Way Of The Fist 3 (2004)
- Way Of The Fist 4 (2004)
- Pegagus 12" (2004)
- Cannibal Ox - Look Mom... No Hands (2004)
- Elixer 12"
- The Best Damn Rap Show (2005)
- Dirty Magazine 2 (2005)
- Cannibal Ox - Return Of The Ox: Live at CMJ (2005)